# Lizzie Brocheré
Elizabete D'Clouassam Brocheré (Paris, 22 de março de 1985) é uma atriz francesa radicada nos Estados Unidos, conhecida pela personagem "Grace" na série de televisão norte-americana de horror American Horror Story: Asylum.

## Filmes
| Year | Title                         | Role     | Notes      |
| ---- | ----------------------------- | -------- | ---------- |
| 2001 | Le Loup de la côte ouest      | Alice    |            |
| 2004 | Un petit jeu sans conséquence | Gladys   |            |
| 2006 | Chacun sa nuit                |          |            |
| 2006 | Papier glacé                  |          | short film |
| 2008 | Le Chant des mariées          |          |            |
| 2009 | Tellement proches             | Clara    |            |
| 2009 | Linear                        | Waitress |            |
| 2010 | American Translation          | Aurore   |            |
| 2010 | Nuit Blanche                  | Eléonore |            |
| 2011 | After Fall, Winter            | Sophie   |            |

## Televisão
- 2015, The Strain as Coco Marchand
- 2012, The Hour  as Camille Mettier
- 2012, American Horror Story: Asylum as Grace
- 2011, I love Perigord
- 2010,  LIP[desambiguação necessária]
- 2010, Flowers - Magic Pop Hotel - The Micronauts remix (clip)
- 2009, Les Bleus
- 2007, Lorsque l'enfant paraît - Camping Paradis II
- 2006, Cantine mortelle
- 2006, Bac +70
- 2005, R.I.S. Police scientifique - Une vie brisée
- 2005, Maigret et l'étoile du nord - L'étoile du nord
- 2005, L'envers du décor
- 2005, Dolmen
- 2005, Un lendemain matin - Avec le temps
- 2004, Le Miroir de l'eau
- 2003, Sissi, l'impératrice rebelle
- 2002, Qui a tué Lili?
- 2002, Alex Santana, négociateur - Un ange noir
- 2002, Une autre femme
- 2001, Don't go into the woods - Relic Hunter
- 2001, Margaux Valence - Le silence d'Alice - Le secret d'Alice
- 2000, La tête dans les étoiles
- 1999, Trois en un - Mission: Protection Rapprochée
- 1995, Parents à mi-temps

1. ↑  «Alex Santana, négociateur». IMDb.com. Consultado em 15 de abril de 2015
2. ↑  «Le-Loup-de-La-Cote-Ouest - Trailer - Cast - Showtimes - NYTimes.com». Movies.nytimes.com. Consultado em 15 de abril de 2015